# Pădurea Topana
Pădurea Topana este o arie protejată (sit de importanță comunitară — SCI) din România, desemnată în scopul protejării biodiversității și menținerii într-o stare de conservare favorabilă a florei spontane și faunei sălbatice, precum și a habitatelor naturale de interes comunitar aflate în arealul zonei protejate. Aceasta se întinde pe o suprafață de 894 ha, integral pe uscat.

## Localizare
Aria naturală se află în extremitatea nordică a județului Olt, pe teritoriul administrativ al comunei Topana.  Centrul sitului Pădurea Topana este situat la coordonatele 44°51′34″N 24°31′50″E / 44.859494°N 24.530675°E.

## Înființare
Pădurea Topana (ROSCI0177) a fost declarată sit de importanță comunitară în decembrie 2007 pentru a proteja 6 specii faunistice aflate în arealul acestuia.

## Biodiversitate
Situată în ecoregiunea continentală din Podișul Cotmeana, aria protejată conține trei habitate naturale: '.
La baza desemnării sitului se află 6 specii faunistice ocrotite la nivel european sau aflate pe lista roșie a IUCN; astfel: doi amfibieni: ivorașul-cu-burta-galbenă (Bombina variegata) și tritonul cu creastă (Triturus cristatus); și patru nevertebrate: croitorul mare al stejarului (Cerambyx cerdo), rădașcă (Lucanus cervus), croitorul cenușiu al stejarului (Morimus funereus) și fluturele purpuriu (Lycaena dispar).
Pe lângă speciile aflate la baza desemnării sitului, pe teritoriul acestuia a fost semnalată prezența gușterului (Lacerta viridis), o șopârlă din familia Lacertidae.